# Valle del Zalabí
Valle del Zalabí település Spanyolországban, Granada tartományban. Valle del Zalabí Aldeire, La Calahorra, Lanteira, Alquife, Jérez del Marquesado, Albuñán, Guadix, Gor, Dólar, Huéneja és Ferreira községekkel határos. Lakosainak száma 2122 fő (2024).

## Népesség
A település népessége az elmúlt években az alábbi módon változott:
| Lakosok száma | 2338 | 2352 | 2315 | 2297 | 2315 | 2274 | 2163 | 2128 | 2117 | 2122 |
|               | 2001 | 2004 | 2006 | 2009 | 2011 | 2014 | 2016 | 2019 | 2021 | 2024 |